# 豊前国の式内社一覧
豊前国の式内社一覧（ぶぜんのくにのしきないしゃいちらん）は、『延喜式』第9巻・第10巻「神名帳上下」（延喜式神名帳）に記載のある神社、いわゆる「式内社」およびその論社のうち、豊前国に分類されている神社の一覧。
また『延喜式』神名帳の編纂当時に存在したが同帳に記載の無い神社、いわゆる「式外社」についても付記する。

## 式内社
『延喜式』神名帳では、大社3座3社（いずれも名神大社）・小3座3社の計6座6社を記載。
1）「神名帳」列は、『延喜式 上巻』（大岡山書店、昭和4年、国立国会図書館デジタルコレクション）等における『延喜式』神名帳の記載を基に作成。社名表記は神社史料集成（5を参照）における字体（異体字がある場合には新字体・通用性の高い字体を使用）を基準とした。読みの「-」部分は、「神社」以外で仮名が振られていない部分。「○座」は座数を表し、一座の場合は記載していない。

2）格の「名神大」は名神大社を、「大」は式内大社（名神大社除く）を、「小」は式内小社を意味する。付記は社名とともに記されているもので、一部は「式内社#式内社の社格」を参照。

3）比定社が複数ある場合、最も有力なものを無冠で示し、他の論社には「（論）」を冠した。

4）本来の式内社とは認めがたいものの、式内社を合祀したなどその後継を主張するもの、その他参考の神社には「（参）」を冠した。

| 神名帳                 | 神名帳            | 神名帳 | 神名帳 | 比定社   | 比定社             | 比定社     | 集成 |
| 社名                   | 読み              | 格     | 付記   | 社名     | 所在地             | 備考       | 集成 |
| ---------------------- | ----------------- | ------ | ------ | -------- | ------------------ | ---------- | ---- |
| 宇佐郡 3座（並大）     |                   |        |        |          |                    |            |      |
| 八幡大菩薩宇佐宮       |                   | 名神大 |        | 宇佐神宮 | 大分県宇佐市南宇佐 | 豊前国一宮 |      |
| 比売神社               | ヒメカミ          | 名神大 |        | 宇佐神宮 | 大分県宇佐市南宇佐 | 豊前国一宮 |      |
| 大帯姫廟神社           | オホタラシヒメノ- | 名神大 |        | 宇佐神宮 | 大分県宇佐市南宇佐 | 豊前国一宮 |      |
| 田川郡 3座（並小）     |                   |        |        |          |                    |            |      |
| 辛国息長大姫大目命神社 | カラクニオキナカ- | 小     |        | 香春神社 | 福岡県田川郡香春町 |            |      |
| 忍骨命神社             | オシホネノ        | 小     |        | 香春神社 | 福岡県田川郡香春町 |            |      |
| 豊比咩神社             | トヨヒメノ-       | 小     |        | 香春神社 | 福岡県田川郡香春町 |            |      |
| 凡例を表示             |                   |        |        |          |                    |            |      |

## 式外社
『延喜式』神名帳の編纂当時に存在したが、同帳に記載の無い神社。